# Vincenzo Gemito

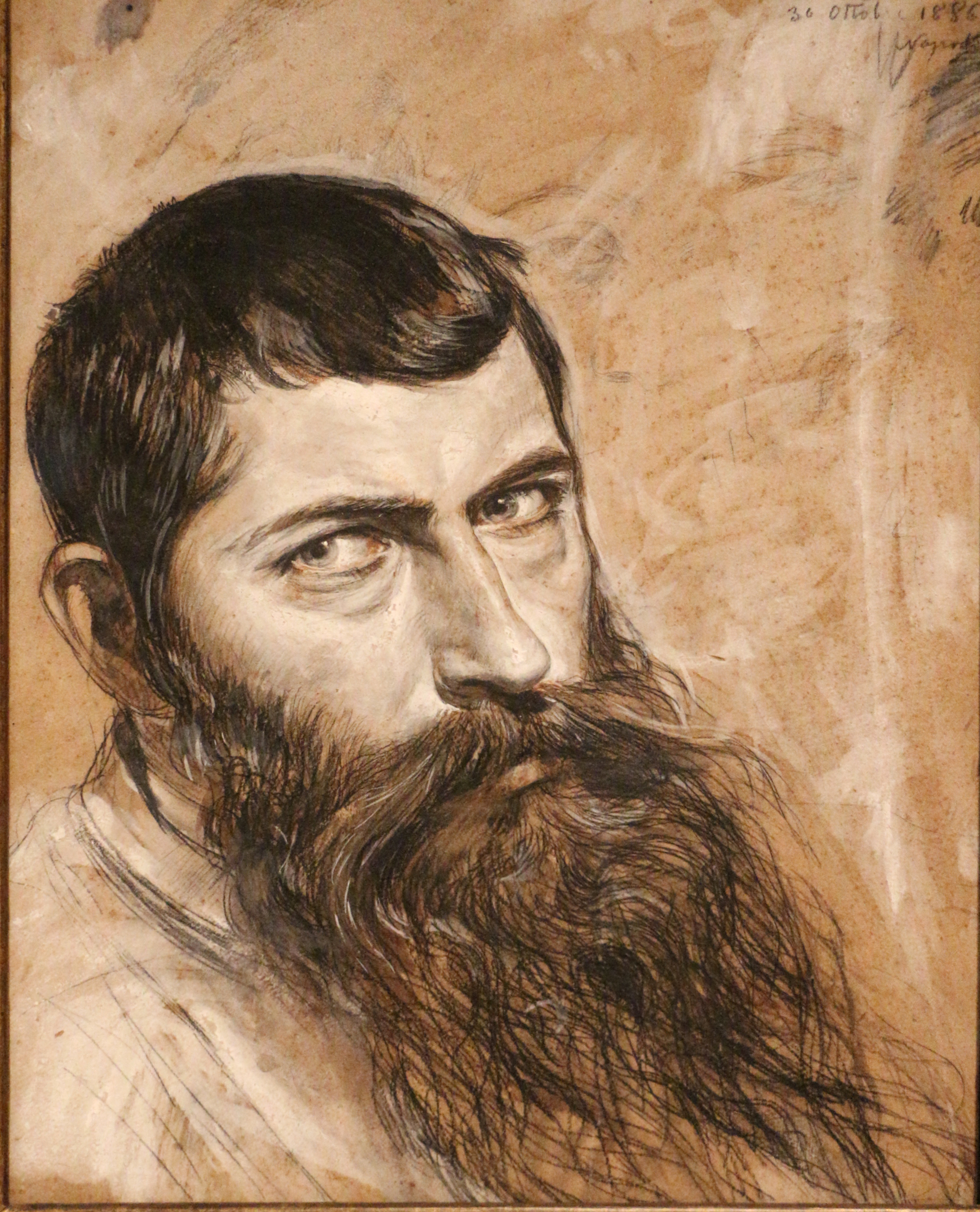
Selbstbildnis, 1886

Vincenzo Gemito (* 16. Juli 1852 in Neapel; † 1. März 1929 ebenda) war ein italienischer Bildhauer, Zeichner und Goldschmied.

## Leben
Vincenzo Gemito wurde 1852 in Neapel in einer Familie geboren, die in solcher wirtschaftlichen Not lebte, dass sie ihn nahe der Santissima Annunziata Maggiore in einem Drehladen für Findelkinder zurückließ. Sein leiblicher Vater arbeitete vermutlich als Holzfäller. Am 30. Juli 1852 wurde das Kind der Pflege von Giuseppina Baratta und ihrem Lebensgefährten Giuseppe Bes anvertraut. Als dieser starb, heiratete Baratta den Maurer Francesco Jadiciccio, der in frühen Zeichnungen von Gemito porträtiert wurde. Im Alter von neun Jahren diente Gemito als Laufbursche für einen Schneider und traf dabei den Bildhauer Emanuele Caggiano. Daraufhin arbeitete Gemito gleichsam als Maler- und Bildhauer-Lehrling in dessen Atelier, wobei seine Geschicklichkeit und Erfindungsgabe auffiel. Er arbeitete auch für den Bildhauer Stanislao Lista, der ihn ebenfalls bildhauerisch lehrte. Bereits mit 12 Jahren trat Gemito in die Accademia di belle arti di Napoli, d. h. die Neapolitanische Akademie der Schönen Künste, ein und schloss dort eine lebenslange Freundschaft mit dem Maler Antonio Mancini. Oft waren Gemito die Hallen der Akademie zu begrenzt und er suchte das Volksleben im Zentrum von Neapel auf, wo er sich mit 16 Jahren auch zu einem seiner berühmtesten Werke, der Terrakotta-Figur Der Kartenspieler (Il Giocatore), inspirieren ließ. Als die Skulptur bei der Società promotrice di belle arti di Napoli ausgestellt wurde, erregte sie solches Aufsehen, dass König Viktor Emanuel II. sie erwarb und für die dauerhafte Zurschaustellung im Museo di Capodimonte bestimmte.
Gemitos Ausbildung war weitgehend autodidaktischer Natur und er formte sich selbst angesichts von Vorbildern, wie etwa das historische Zentrum von Neapel und die Skulpturen des archäologischen Museums. Obgleich Gemito in verschiedenen Ateliers bekannter Künstler arbeitete, gewann er seine künstlerischen Fähigkeiten in erster Linie autodidaktisch, was zu seinem eigenwilligen Schaffen und für die Zeit ungewöhnlichen Realismus führte. Im Jahre 1869 schuf Gemito eine Terrakotta-Büste des Malers Vincenzo Petrocelli. Diese Ritratto del pittore Petrocelli bestätigte seinen frühen Ruf als Künstler, der sich weder der Romantik, noch dem Klassizismus des Antonio Canova zuordnen ließ, sondern eigene Wege ging. Im Kellergeschoss des ehemaligen Klosters Sant’Andrea delle Dame etablierte Gemito sein eigenes Atelier und sammelte um sich eine Anzahl von Künstlern, die ebenfalls die bestehende offizielle Kunstlehre verändern wollten, darunter Luigi Fabron, Antonio Mancini, Achille D’Orsi und Ettore Ximenes. In diesem Umfeld schuf Gemito weitere Meisterwerke der Terrakotta-Kunst, die für ihre Lebhaftigkeit und natürliche Haltung bewundert wurden, darunter Moretto, Scugnizzo und Fiociniere. 
Bei einem Wettbewerb, der 1871 vom Istituto delle Belle Arti di Napoli ausgetragen wurde, errang Gemito den ersten Preis, was ihm ein Stipendium in Rom einbrachte. Als Beweis seines Könnens brachte Gemito u. a. das Bronze-Relief Giuseppe venduto dai fratelli mit, das ihm die Anerkennung von Domenico Morelli eingebracht hatte und eine Skulptur des Brutus, die er nach Vorbildern im Archäologischen Nationalmuseum Neapel geschaffen hatte.
In Neapels Stadtviertel Capodimonte richtete Gemito auf dem Mojarello-Hügel ein neues Atelier ein. Im Jahre 1873 traf er Matilde Duffaud, die sein Modell und seine Partnerin werden sollte. Aus dem gleichen Jahre stammen die Terrakotta-Figuren Francesco Paolo Michetti und Totonno l’amico mio, und auch die Bronze-Skulpturen von Domenico Morelli und Giuseppe Verdi. Ein Jahr später folgte Ritratto di Guido Marvasi, ein Porträt des Sohnes des Präfekten Diomede, der einer der ersten Mäzene von Gemito werden sollte. Im Jahre 1876 verlagerte Gemito sein Atelier in das Archäologische Nationalmuseum Neapel, auch um nach dort versammelten Fundstücken aus Pompeji und Herkulaneum arbeiten zu können. 
Gemito nahm 1877 an Nationalen Ausstellungen der Schönen Künste in Neapel und im Pariser Salon teil, wo er mit den Werken Pescatorello und Acquaiolo Aufsehen erregte und die Fürsprache des einflussreichen Alphonse Goupil gewann. Angesichts des Erfolges und Ruhmes jenseits der Alpen zog Gemito im gleichen Jahr Richtung Paris und wohnte in der Nähe in einer Villa von Ernest Meissonier in Poissy, begleitet von Duffaud und Mancini. Trotz seines künstlerischen Erfolges gelang Gemito keine zufriedenstellende Verwaltung seiner wirtschaftlichen Verhältnisse. 
Mit Porträts von Giovanni Boldini und Jean-Baptiste Faure hatte Gemito 1878 besonderen Erfolg und erhielt im Jahr darauf für sein Porträt Ritratto del dottor Landolt von Federico de Madrazo eine Medaille dritter Klasse und für eine Bronze-Skulptur von Meissonier eine Medaille zweiter Klasse. Besonders beeindruckt war das Pariser Publikum von Gemitos Fischerjungen aus Neapel. Trotz seiner großen Erfolge zog es Gemito zurück in die Heimat und 1880 ging er wieder nach Neapel. 
Angeregt durch die Skulptur Tanzender Faun im Haus des Fauns arbeitete Gemito mehrere Jahre lang an der Skulptur Acquaiolo, die er Franz II. widmete. 
Im Jahre 1881 starb seine geliebte Matilda und Gemito zog sich in Trauer zurück nach Capri, wo er hauptsächlich Zeichnungen anfertigte. 
Ein Jahr später verliebte Gemito sich in das Modell Anna Cutolo, die er bald darauf heiratete. Im Jahre 1883 zeigte Gemito erneut seine Entschlossenheit, außerhalb der geltenden Norm zu arbeiten, als er eine eigene Gießerei im neapolitanischen Stadtteil Mergellina baute, mit der Absicht, ein während der Renaissance verwendetes Gießverfahren wiederaufzunehmen. 1885 wurde Vincenzos und Annas Tochter Giuseppina geboren.
Von Umberto I. bekam Gemito 1887 den Auftrag eine Marmorstatue von Kaiser Karl V. anzufertigen, die vor dem Palazzo Reale aufgestellt werden sollte. Allerdings war Marmor das Material, das Gemito am wenigsten schätzte, und er quälte sich mit Zweifeln der Aufgabe gewachsen zu sein. In dieser Krise erlitt er einen geistig-seelischen Zusammenbruch und zog sich völlig von der Öffentlichkeit zurück. Die nächsten 21 Jahre arbeitete er hauptsächlich an Zeichnungen im Kreise der Familie und fern vom offiziellen Kunstbetrieb. Auch in dieser Zeit wurden Gemito viele Ehrungen zuteil für seine bisherigen Werke, so 1886 in Buenos Aires eine Silbermedaille, in Paris in den Jahren 1889 und 1890 der Grand Prix für die Bildhauerei und in Antwerpen 1892 ein Ehrendiplom. In Italien besang Gabriele D’Annunzio das volkstümliche Genie Vincenzo Gemitos. Bereits 1905 veröffentlichte Salvatore Di Giacomo eine Biographie von Gemito. 
Erst im Jahre 1908 nahm Gemito seine bildhauerische Arbeit wieder auf. Im Jahre darauf nahm er an der VIII. Biennale di Venezia teil. Gemito schuf eine Vielzahl von Frauen-Porträts und auch Selbstbildnisse. Seine Arbeiten aus der Zeit des Ersten Weltkrieges zeigen den Einfluss des Symbolismus. Gemito reiste oft nach Rom und hatte den Wunsch, eine Arbeitsstätte in der Engelsburg einzurichten, was ihm aber nicht gelang. In seinen späteren Jahren wandte Gemito sich der Goldschmiedekunst und Silberschmiedekunst zu und schuf filigrane Werke, die Bewunderung erregten. Auch nach dem Sieg der faschistischen Bewegung in Italien blieb Gemito populär und es fanden Sammelausstellungen seiner Werke z. B. in der Galleria Pesaro in Mailand und dem Castel Nuovo in Neapel statt. Nach dem Willen von Benito Mussolini wurde Gemito vom italienischen Staat ein Preis von 100.000 Lire verliehen.
Vincenzo Gemito starb 1929 in seiner Geburtsstadt Neapel. 
Zum künstlerischen Schaffen von Gemito gehören lebhaft-dynamische Zeichnungen und Terrakotta-Skulpturen, von denen viele volkstümlich-romantische Szenen des Lebens in Neapel darstellen. Besonders war zu seiner Zeit, dass er seine Sujets im allgemeinen Volk suchte und trotz seiner Anregung durch antike Vorbilder einen eher realistischen als heroisierenden Ausdruck schuf. Gemito war in erster Linie Bildhauer, widmete sich allerdings auch Zeichnungen, der Pastellmalerei und Aquarellen.